# Ocheyedan (Iowa)
Ocheyedan – miasto w Stanach Zjednoczonych, w stanie Iowa, w hrabstwie Osceola. Zgodnie ze spisem statystycznym z 2000 roku, miasto liczyło 536 mieszkańców.